# Correnti di Birkeland

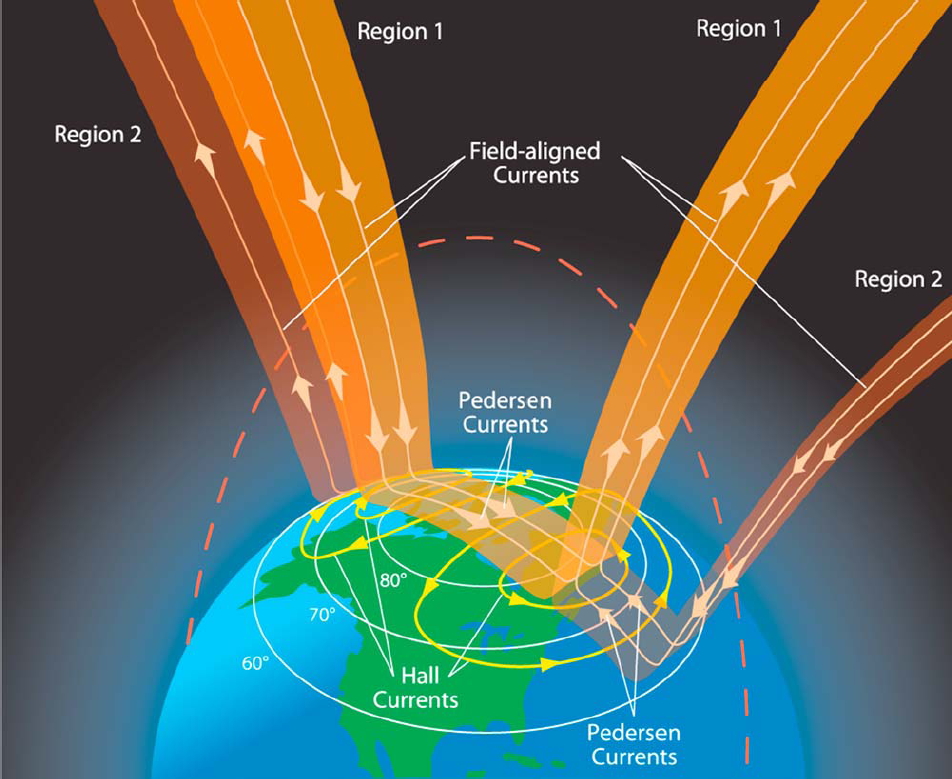
Rappresentazione delle correnti di Birkeland (indicate nell'immagine come "Field-aligned Currents") e delle altre correnti ionosferiche a cui sono collegate: le correnti di Pedersen e quelle di Hall.

Le correnti di Birkeland sono correnti elettriche che scorrono lungo le linee del campo magnetico della Terra connettendo la magnetosfera terrestre con la regione più elevata della ionosfera. Sono causate dall'interazione tra il vento solare e il campo geomagnetico, la quale è anche causa del fenomeno delle aurore polari.
Le correnti seguono una traiettoria a spirale e sono causate dal movimento del plasma perpendicolarmente al campo magnetico. La loro intensità varia con l'attività della magnetosfera, oscillando tra circa 100000 ampere in quiete fino a più di un milione di ampere in presenza di disturbi geomagnetici, questi ultimi dovuti principalmente ad una maggiore attività solare.
L'esistenza di queste correnti è stata ipotizzata per la prima volta dal fisico norvegese Kristian Birkeland nel 1908. Egli, effettuando diverse spedizioni scientifiche a nord del circolo polare artico per studiare l'aurora boreale, osservò che le lancette dei magnetometri cambiavano direzione quando era presente l'aurora (fenomeno che era già stato notato da Anders Celsius e Olof Hiorter più di un secolo prima); dedusse perciò che vi doveva essere un flusso di corrente elettrica nell'atmosfera sopra di lui. Birkeland teorizzò che tale corrente era causata dall'interazione tra particelle energetiche emesse dal Sole (ciò che oggi è noto come vento solare) e il campo magnetico terrestre, cosa che è anche causa dell'aurora. Questa teoria incontrò lo scetticismo degli scienziati dell'epoca e rimase ignorata per molti anni, finché negli anni 60 e 70 vennero effettuate delle misurazioni satellitari che confermarono l'ipotesi di Birkeland. Le correnti furono quindi chiamate così in suo onore.